# Cyclocheilichthys
Cyclocheilichthys is een geslacht van straalvinnige vissen uit de familie van karpers (Cyprinidae).

## Soorten
- Cyclocheilichthys apogon (Valenciennes, 1842)
- Cyclocheilichthys armatus (Valenciennes, 1842)
- Cyclocheilichthys enoplos (Bleeker, 1849)
- Cyclocheilichthys furcatus Sontirat, 1989
- Cyclocheilichthys heteronema (Bleeker, 1854)
- Cyclocheilichthys janthochir (Bleeker, 1854)
- Cyclocheilichthys lagleri Sontirat, 1989
- Cyclocheilichthys repasson (Bleeker, 1853)
- Cyclocheilichthys schoppeae Cervancia & Kottelat, 2007
- Cyclocheilichthys sinensis Bleeker, 1879